# Amígdala palatina
Las amígdalas palatinas, también llamadas tonsilas o anginas, son dos acumulaciones de tejido linfoide situadas al fondo de la cavidad bucal, a ambos lados de la faringe. Forman parte del anillo de Waldeyer que está constituido por la amígdala palatina, la amígdala faríngea y la amígdala lingual. Tiene una función defensiva, pues protege a la mucosa respiratoria y digestiva de agresiones externas por microbios patógenos e infecciosos.

## Descripción

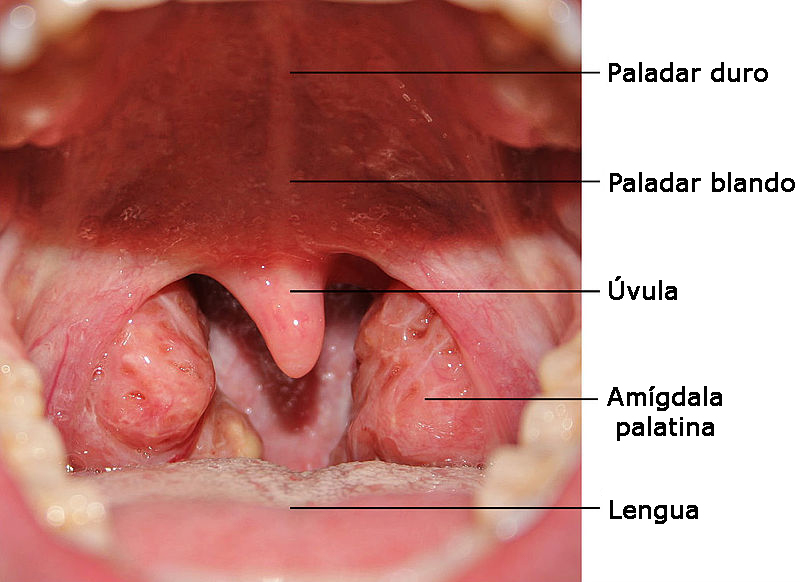
Situación de la amígdala palatina en la orofaringe

La tonsila palatina suele ser de mayor tamaño en la infancia, comenzando a disminuir a partir de los 10 años, proceso que se conoce como involución fisiológica. Está situada a ambos lados de la orofaringe en el lugar conocido como celda amigdalina. Sus límites son los siguientes:
- Pilar anterior del músculo palatogloso.
- Pilar posterior del músculo palatofaríngeo.
- Lateralmente por el músculo constrictor superior de la faringe.

## Inervación
Recibe ramas nerviosas procedentes del nervio glosofaríngeo y del nervio palatino menor.

## Vascularización
Recibe aporte sanguíneo de la arteria tonsilar que procede de la arteria lingual. También de la arteria palatina ascendente, arteria faríngea ascendente y arterias palatinas mayor y menor, ramas de la arteria maxilar interna. El retorno venoso tiene lugar a través de la vena lingual y la vena faríngea que desembocan en la vena yugular interna.

## Función
La tonsila palatina está  formada por tejido linfoide especializado en recoger información de las partículas extrañas que entran en el organismo a través de la boca, tanto por vía respiratoria como digestiva y favorecer la respuesta inmunitaria para eliminar los microbios patógenos.  Su epitelio dispone de una serie de criptas que facilitan el contacto de las sustancias que penetran por la boca con el tejido linfático. 
Las células linfoides que forman parte de la tonsila palatina son tanto macrófagos como linfocitos T y linfocitos B, teniendo estos últimos capacidad para transformarse en células plasmáticas y producir anticuerpos, especialmente IgA que inhibe la adhesión de las bacterias a la mucosa de la boca. Además la amígdala es capaz de emitir linfocitos mensajeros que transportan la situación antigénica a otras regiones del organismo como los ganglios linfáticos, mejorando la capacidad de respuesta inmunológica global frente a agresiones externas.

## Patología
La inflamación aguda de las amígdalas palatinas, generalmente de origen infeccioso, se conoce como amigdalitis aguda. Constituye un proceso infeccioso muy frecuente, sobre todo en la infancia. En ocasiones es precisa la extirpación, procedimiento denominado amigdalectomía o tonsilectomía.